# 栗隈王
栗隈王（くりくまのおおきみ）は、敏達天皇の孫（曾孫か）、難波皇子の子（孫か）、美努王の父で橘諸兄の祖父にあたる。橘氏の祖である。筑紫率（筑紫大宰）として唐と新羅の使者を送迎し、672年の壬申の乱では外国への備えを理由に中立を保った。675年に兵政官長。贈従二位。栗前王とも書く。旧仮名遣いでの読みは共に「くりくまのおほきみ」。

## 筑紫大宰・率・帥
『日本書紀』には、天智天皇7年（668年）7月に栗前王が筑紫率、8年（669年）正月に蘇我赤兄が筑紫率、10年（671年）5月に栗隈王が筑紫帥に任命されたとある。この栗前王と栗隈王は同一人物とされる。7年と10年の任命記事は同じことが別の年に再掲されたものだとする説がある。栗隈王は壬申の乱が勃発したときにも筑紫太宰の地位にあって筑紫にいた。筑紫率、筑紫帥、筑紫大宰は同じ官職の別表記と考えられている。
当時の日本は白村江の戦いで敗れてから朝鮮半島への進出を断念していたが、半島では新羅と唐が戦い続けていた。新羅は百済と高句麗の復興運動を後押しし、結局唐は敗れて逃げたが、各国とも日本に使者を派遣して親を通じようとした。それゆえ筑紫帥の役割は軍事・外交ともに重要であった。
天智天皇10年（671年）6月には新羅が調を進め、7月には百済の使者と唐の使者李守真が帰国し、10月には新羅の使者金万物が再び調を進め、12月17日に帰った。11月には対馬から報告があって、唐の使者の郭務悰と百済の送使の孫登ら二千人の来朝の意が伝えられた。12月3日に天智天皇が亡くなり、皇太子の大友皇子（弘文天皇）が朝廷を率いることになった。翌年3月30日に郭務悰は帰ったが、3月28日には高句麗の使者富加扑らが調を進めた。これらの日付の大半は近江宮からみたものであろうから、筑紫の栗隈王にとっては多少のずれがある。このころの使節の往来は他の時期と比べて格段に多かった。

## 壬申の乱
壬申の乱は6月から7月の一か月間の出来事であった。乱の勃発時、近江宮の朝廷は筑紫大宰に対して兵力を送るよう命じる使者を出した。このとき大友皇子（弘文天皇）は、栗隈王がかつて大海人皇子（天武天皇）の下についていたことを危ぶみ、使者に対して「もし服従しない様子があったら殺せ」と命じた。
使者に渡された符（命令書）を受けた栗隈王は、国外への備えを理由に出兵を断った。「筑紫国は以前から辺賊の難に備えている。そもそも城を高くし溝を深くし、海に臨んで守るのは、内の賊のためではない。今、命をかしこんで軍を発すれば、国が空になる。そこで予想外の兵乱があればただちに社稷が傾く。その後になって臣を百回殺しても何の益があろうか。あえて徳に背こうとはするのではない。兵を動かさないのはこのためである。」（現代文訳）というのが書紀が載せた栗隈王の言葉である。
使者の佐伯男は、大友皇子の命令に従って栗隈王を殺そうと剣を握って進もうとした。しかし、栗隈王の二人の子、三野王（美努王）と武家王が側にいて剣を佩き、退く気配がなかったため、恐れて断念した。

## 兵政官長任命と死
天武天皇4年（675年）3月16日に、諸王四位の栗隈王が兵政官長に、大伴御行が大輔に任じられた。
天武天皇5年（676年）6月、四位で病死した。『続日本紀』『新撰姓氏録』に贈従二位とある。なお、『姓氏録』を基に栗隈王の父を難波皇子とする説が広く行われているが、二者の活動年代には隔たりが大きく（約80年）、父子関係を疑問視する向きもある。この場合、『公卿補任』『尊卑分脈』の記載から、難波皇子と栗隈王の間に「大俣王（おおまたのおおきみ）」を1代補うことが出来る。

## 伝説等
長崎県には、栗隈王を日本の水の中に住んでいる動物を取り纏める人であったとし、彼の子孫の神主が河童に慕われるという昔話がある（水神神社#石碑、かっぱ石参照）。
小説家の井沢元彦が、栗隈王を天武天皇による天智天皇暗殺の共犯者とする説を著書である『逆説の日本史』で展開しているが、学会からの賛同はない。